# São Romano Mártir (título cardinalício)
São Romano Mártir é um título presbiterial instituído em  14 de fevereiro de 2015 pelo Papa Francisco. Sua igreja titular é a San Romano Martire, no Largo Antonio Beltramelli de Roma.

## Titulares protetores
- Berhaneyesus Souraphiel (desde 2015)